# Pietro Stoffella d’Alta Rupe

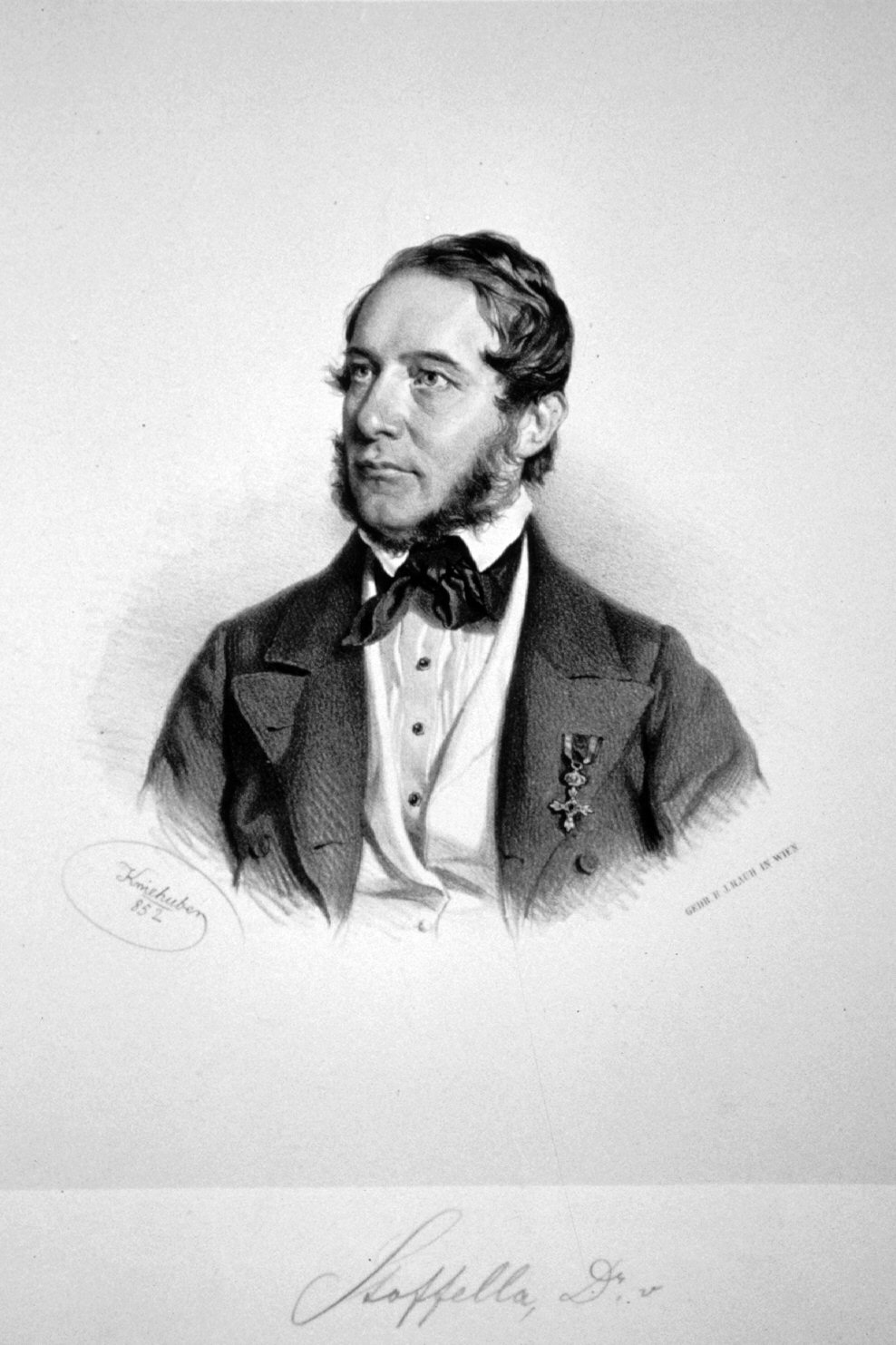
Pietro Stoffela d’Alta Rupe, Lithographie von Josef Kriehuber, 1852

Pietro Stoffella d’Alta Rupe, auch Peter Stoffella d’Alta Rupe (* 9. März 1795 in Raossi, Vallarsa, Welschtirol; † 28. April 1871 in Wien) war ein österreichischer Gynäkologe.

## Leben
Sein Vater Pietro Giuseppe Stoffella war Gutsbesitzer, Holzhändler und Bürgermeister der Talgemeinde Vallarsa. Pietro besuchte das Gymnasium in Rovereto, das Lyzeum in Trient, inskribierte zuerst im Studienjahr 1815/16 an der Philosophischen Fakultät und anschließend ab dem Studienjahr 1816/17 an der Medizinischen Fakultät der Universität Wien. Er wurde am 17. August 1822 mit der Dissertation De morbo nuncupato pellagra, gedruckt 1827 in Como, zum Doktor der Medizin promoviert. Seine Dissertation über die Pellagra war die erste wissenschaftliche Arbeit im südlichen Tirol über diese in seiner Heimat weit verbreite Mangelerkrankung.
Pietro Stoffella erlangte einen Ruf als guter Frauenarzt und wurde an den herzoglichen Hof in Modena berufen, einen Ruf als Professor der dortigen medizinischen Klinik lehnte er ab. 1850 wurde er Konsiliarius der Kaiserin Maria Anna von Savoyen, Gemahlin Kaiser Ferdinand I. Er erhielt mehrere hohe Orden, 1863 den Orden der Eisernen Krone 3. Klasse. Am 5. Dezember 1863 wurde er mit dem Adelsbrief von Kaiser Franz Joseph I. in den erblichen Ritterstand mit dem Prädikat d’Alta Rupe erhoben. Er war der Vater des Emil Stoffella.

## Werke
- Dissertatio de morbo nuncupato pellagra, Como 1827.